# Piramide di Djedefra
La piramide di Djedefra (chiamata anche piramide di Radjedef) è una piramide egizia, della quarta dinastia, iniziata tra il 2580 ed il 2570 a.C. dal faraone Djedefra, figlio e successore di Cheope, probabilmente smantellata già in antica epoca. Infatti, della parte esterna, restano dei conci alla base della piramide disposti in modo casuale. Recentissimi studi effettuati sul sito hanno individuato le tracce, pozzo e gallerie, dei ladri di tombe, che non si sarebbero mai avventurati nell'impresa se la piramide non fosse stata finita e sigillata. Viene quindi esclusa l'ipotesi che la piramide non sia stata terminata. Infatti, ad ulteriore conferma, essa è ancora provvista del rivestimento in granito rosso, sienite, e quarzite rossa nei corsi inferiori, rivestimento che veniva posto in opera solo a piramide ultimata.
I resti di questa piramide si trovano nei pressi della moderna città di Abu Rawash, non lontano dalla perduta piramide di Atribi e dalla piramide numero 1 di Lepsius. Generalmente la piramide di Djedefra è spesso impropriamente chiamata quarta piramide di Giza, anche se si trova a circa 8 km da quest'ultima necropoli.

## Indagini archeologiche
La prima indagine della piramide principale è stata compiuta da John Shae Perring nel 1840. Karl Richard Lepsius ha poi catalogato la piramide nel secondo posto della sua lista, inserendo al terzo posto la piramide secondaria di una regina dal nome sconosciuto.
Flinders Petrie esaminò l'edificio negli anni 1880. Tuttavia uno studio sistematico del complesso venne eseguito solamente nel 1901, ad opera di Émile Gaston Chassinat, seguito da quello di Pierre Montet e Bisson Fernand de la Roque nel 1920.
Ricerche successive vennero effettuate solo nel 1960 da parte di Vito Maragioglio e Celeste Ambrogio Rinaldi. Lo scavo più importante della zona avvenne solamente nel 1995 da parte di un gruppo di esperti dell'Institut Français d'Archéologie Orientale, durante il quale Michel Valloggia scoprì una piramide accessoria.

## Piramide principale

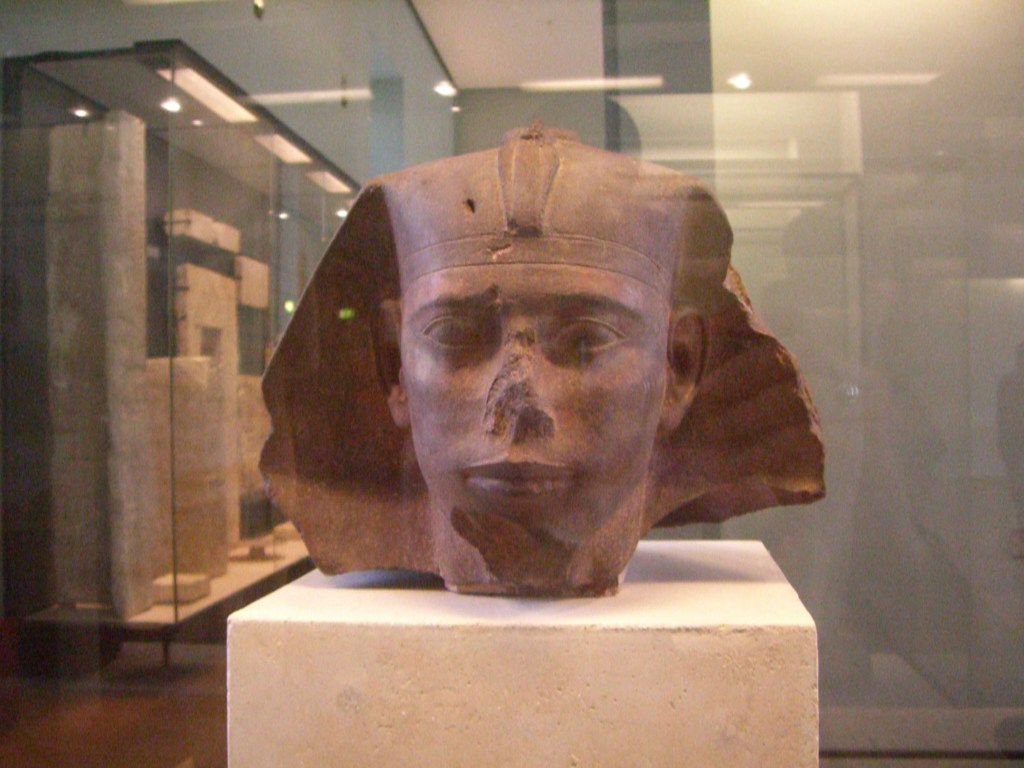
Testa di Djedefra in quarzite (E 12626). Museo del Louvre, Parigi.

Il complesso piramidale del sovrano Djedefra, figlio di Cheope, venne costruito durante il suo regno durato probabilmente solo otto anni, come riscontrato dal Papiro di Torino. La durata di questo regno, tuttavia, è controversa ed un'altra ipotesi basata anch'essa sui censimenti del bestiame, lo avrebbe fatto durare, invece, circa 25 anni.
Djedefra partecipò ai funerali del padre a Giza, come testimoniato dal cartiglio del sovrano impresso sulla parete della fossa navicolare contenente una delle barche sacre di Cheope.
Per la sua tomba, il nuovo sovrano, lasciò tuttavia la necropoli di Giza per scegliere un sito 8 km più a nord-ovest, oggi presso il villaggio di Abu Rawash. La piramide era molto più piccola delle strutture precedenti, ma le ragioni della riduzione delle dimensioni non sono chiare.
La tomba si trova su di una collina che domina l'altopiano di Giza, con un dislivello di circa 80 m, che ne permetteva una posizione più elevata nonostante le minori dimensioni.
I motivi esatti per il cambiamento del luogo non sono noti, ma potrebbero essere stati sia tecnici, sia dovuti al crescente culto di Ra di Eliopoli. Infatti Djedefra fu il primo sovrano a fregiarsi del titolo di "Figlio di Ra" (Sa Ra).
Secondo recenti ricerche, non sarebbero mai avvenute dispute con i fratelli e le sorelle per la successione al trono.
Il tempio funerario era collegato al tempio a valle da una rampa processionale molto lunga, stimata in circa 1700 m.
La cava di materiale per il nucleo della piramide era situata a circa 2 km ad est vicino alla piramide numero 1 di Lepsius e ad una mastaba.
Lo spessore degli strati di calcare trovato sono coerenti con le dimensioni delle pietre della piramide.